# Diversidad sexual en Anguila
Las personas lesbianas, gays, bisexuales y transgénero (LGBT) en Anguila enfrentan desafíos legales que no experimentan los residentes no LGBT. La actividad sexual entre personas del mismo sexo es legal en Anguila, pero las parejas del mismo sexo no pueden casarse ni formar uniones civiles. La ley de Anguila no prohíbe la discriminación basada en la orientación sexual o la identidad de género.

## Ley sobre la actividad sexual entre personas del mismo sexo
Las actividades sexuales entre personas del mismo sexo son legales en Anguila desde 2001. La legalización de la homosexualidad fue el resultado de una orden del Consejo Privado del Reino Unido y afectó las leyes de otros cuatro territorios de ultramar del Reino Unido (Islas Caimán, Montserrat, Islas Turcas y Caicos y las Islas Vírgenes Británicas).
La edad de consentimiento es más alta para los homosexuales (18) que para los heterosexuales (16).

## Reconocimiento de las relaciones entre personas del mismo sexo
El matrimonio entre personas del mismo sexo y las uniones civiles no son legales en Anguila, y es uno de los territorios británicos de ultramar que no ha legislado sobre las uniones civiles. En la isla se han celebrado ceremonias no legales de parejas del mismo sexo.
La Ley de matrimonio establece que "'matrimonio' significa la unión de un hombre y una mujer como marido y mujer".

## Protecciones contra la discriminación
No se conocen protecciones legislativas para las personas LGBT en las leyes locales de Anguila. La Constitución de Anguila prohíbe la discriminación por motivos de "raza, opiniones políticas, color, credo, sexo o lugar de origen", aunque no menciona la orientación sexual o la identidad de género.
No obstante lo anterior, la Sección 97(1)(a) de la Ley Laboral promulgada en 2018 prohíbe al empleador iniciar acciones disciplinarias contra un empleado basado en la orientación sexual.

## Condiciones de vida
Debido a la pequeña población de Anguila, prácticamente no hay ambiente gay en la isla. No hay organizaciones, lugares, bares y clubes gay, ni eventos del orgullo LGBT. Una pequeña protesta tuvo lugar el 17 de mayo de 2011 en The Valley con motivo del Día Internacional contra la Homofobia, la Transfobia y la Bifobia.
Varias parejas del mismo sexo que han viajado a la isla de vacaciones afirman que la isla es "gay-friendly" y tiene "gente cálida, las mejores playas y puestas de sol del mundo, y restaurantes fantásticos", pero también "muy tranquila". Las parejas dijeron además que "nadie fue discriminatorio de ninguna manera". Sin embargo, la situación para los locales podría ser diferente. Se cree que Anguila, al igual que otras islas del Caribe, tiene un "clima moderado y sutil de homofobia", que ha contribuido al secretismo entre los locales LGBT.